# Premis YoGa 2010
Els 21è Premis YoGa foren concedits al "pitjoret" de la producció cinematogràfica de 2009 per Catacric la nit del 27 al 28 de gener de 2010 "en un lloc cèntric de Barcelona" per un jurat anònim que ha tingut en compte les apreciacions, comentaris i suggeriments dels lectors de la seva web, de Facebook i de Twitter. Destaca el fet que la ministra de cultura Ángeles González-Sinde Reig fou premiada doblement: un premi especial com a ministra, i la pitjor pel·lícula espanyola Mentiras y Gordas, de la que n'és autora del guió. Per la seva banda, Transformers: Revenge of the Fallen, que rep el guardó a la pitjor actriu, també fou "premiada" als Razzies com la pitjor pel·lícula de l'any.

## Guardonats
| Secció           | Premi                       | Nom                                                                                           | Guanyador                                                               |
| ---------------- | --------------------------- | --------------------------------------------------------------------------------------------- | ----------------------------------------------------------------------- |
| Cinema estranger | Pitjor pel·lícula           | "La tita asustada"                                                                            | Antichrist                                                              |
| Cinema estranger | Pitjor director             | "Festival de canas"                                                                           | Jim Jarmusch, per The Limits of Control                                 |
| Cinema estranger | Pitjor actor                | "Lo puto gusiluz"                                                                             | Robert Pattinson, per Lluna nova                                        |
| Cinema estranger | Pitjor actriu               | "Meganvixen"                                                                                  | Megan Fox, per Transformers: Revenge of the Fallen i Jennifer's Body    |
| Cinema espanyol  | Pitjor pel·lícula           | "¿Hacemos una porno?"                                                                         | Mentiras y Gordas                                                       |
| Cinema espanyol  | Pitjor direcció             | "Mauvais èpoque"                                                                              | Fernando Trueba, per El baile de la Victoria                            |
| Cinema espanyol  | Pitjor actor                | "Gomina power"                                                                                | Rubén Ochandiano, per Los abrazos rotos                                 |
| Cinema espanyol  | Pitjor actriu               | "Qué he hecho yo para merecer Tetro"                                                          | Carmen Maura, per Tetro                                                 |
| Cinema espanyol  | Uno de los nuestros         | "A-ventura-rse 'A la deriva'"                                                                 | Boris Izaguirre                                                         |
| Especials        | Productor, directora, actor | "Apaltamento pala tles"                                                                       | Jaume Roures, Isabel Coixet i Sergi López, per Mapa dels sons de Tòquio |
| Especials        | Acadèmics                   | "Un xiguagua en Beverly Hills"                                                                | Acadèmia del Cinema Català a Hollywood                                  |
| Especials        | Ministerial                 | "La chica con una cerilla y un bidón de gasolina"                                             | Ministra de Cultura                                                     |
| Especials        | Cobrador del frac           | "Arráncame la vida y arrástrame al infierno, donde viven los monstruos, ¡malditos bastardos!" | SGAE                                                                    |